# تکیه‌میشان
تکیه‌میشان (به لاتین: Tekyemişan) یک منطقه مسکونی در جمهوری آذربایجان است که در شهرستان گدابیگ واقع شده است. تکیه‌میشان ۱۸۹ نفر جمعیت دارد.